# 宝元
宝元（1038年十一月—1040年二月）是宋仁宗趙禎的第四個年号，北宋使用该年号共计3年。

## 改元
- 景祐五年——十一月十八日，有詔改元寶元。[2][3][4]
- 寶元三年——二月二十一日，有詔改元康定。[5][6][7]

## 紀年對照表
| 宝元 | 元年   | 二年   | 三年   |
| ---- | ------ | ------ | ------ |
| 公元 | 1038年 | 1039年 | 1040年 |
| 干支 | 戊寅   | 己卯   | 庚辰   |

## 同期存在的其他政權之紀年
- 中國
  - 重熙（1032年－1055年）：契丹—遼興宗耶律宗真之年號
  - 天授礼法延祚（1038年－1048年）：西夏—夏景宗李元昊之年號
  - 正治（1027年－1041年）：大理—段素真之年號
- 越南
  - 通瑞（1034年－1039年）：李朝—李佛瑪之年號
  - 乾符有道（1039年－1042年）：李朝—李佛瑪之年號
- 日本
  - 長曆（1037年－1040年）：後朱雀天皇之年号

## 参看
- 中国年号索引

## 深入閱讀
- 李崇智. . 北京: 中華書局. 2004年12月. ISBN 7101025129.
- 鄧洪波. . 臺北: 國立臺灣大學東亞經典與文化研究計劃. 2005年3月  [2021-11-17]. ISBN 9789860005189. （原始内容 (pdf)存档于2007-08-25）.

| 前一年號： 景祐 | 北宋年号 | 下一年號： 康定 |